# طحنون بن شخبوط آل نهیان
طحنون بن شخبوط بن ذیاب بن عیسی آل نهیان (به عربی: طحنون بن شخبوط بن ذیاب بن عیسی آل نهیان) ( درگذشتهٔ ۱۸۳۳ ) چهارمین شیخ ابوظبی است. او جانشین برادرش محمد بن شخبوط بن ذیاب بن عیسی آل نهیان شد و از سال ۱۸۱۸ تا سال ۱۸۳۳ حکمرانی کرد